# Sauveur Giordano
Sauveur Giordano est une série télévisée française en 16 épisodes de 90 minutes créée par Christine Miller qui ont été diffusés entre le 3 septembre 2001 et le 9 mars 2012 sur TF1 en France, la RTBF en Belgique, et la TSR en Suisse, et rediffusée sur Série Club, Direct 8, 13e rue et NRJ 12.Depuis le 11 décembre 2024, l'intégralité est diffusée sur la plateforme gratuite TF1+.

## Synopsis
Sauveur Giordano a été pendant 20 ans policier à la brigade des mineurs avant de démissionner car il a refusé d'étouffer une affaire. Il s'est reconverti en tant qu'enquêteur privé bénévole au sein de l'association "Ultime défense", une structure d'entraide aux victimes. Il met ses talents de détective à la disposition des hommes et des femmes en détresse qui font appel aux services de cette association. Il a une fille, Julie, qui est flic et avec laquelle il fait souvent équipe bien malgré elle pour résoudre ses affaires.

## Accroche
« Je m’appelle Sauveur Giordano. Pendant 20 ans j’ai été flic et puis j’ai démissionné. J’avais refusé d’étouffer une affaire. Aujourd’hui je suis enquêteur privé au sein de l’association Ultime Défense. Je suis totalement bénévole… la pire des espèces. J’ai une fille, Julie, elle est flic. On fait souvent équipe ensemble et on est toujours d’accord sur tout. Aujourd’hui je suis libre. J’ai gagné le droit de l’ouvrir et je n’ai pas l’intention de m’en priver. »

## Distribution
- Pierre Arditi : Sauveur Giordano
- Julie Bataille : Julie Giordano

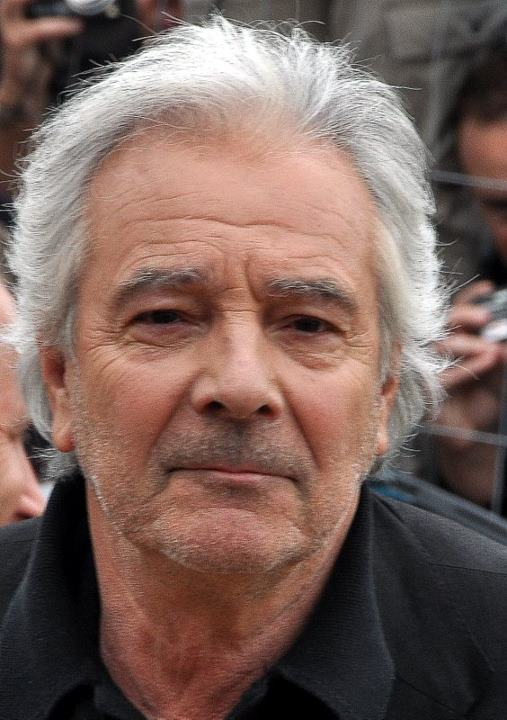
Pierre Arditi, l'interprète du rôle-titre

- Claire Nadeau : Louise Venturi (épisode 1)
- Isabelle Habiague : Cyrielle (épisodes 2 à 16)

## Épisodes
1. 2001 : Femmes en danger
2. 2002 : Noces de papier
3. 2003 : Mauvaises graines
4. 2003 : Au nom du père
5. 2003 : Transports dangereux
6. 2004 : Disparitions
7. 2004 : Harcèlements
8. 2005 : Présumé coupable
9. 2005 : L'envers du décor
10. 2005 : Le piège
11. 2006 : Doubles vies
12. 2007 : Aspirant officier
13. 2007 : Rendez-moi mon bébé
14. 2007 : Descente aux enfers
15. 2007 : Crédit pour un meurtre
16. 2008 : Le petit témoin

## Commentaires
Cette série est produite par la société DEMD Productions.